# Novohrodivka
Novohrodivka (ukrajinsky Новогродівка; rusky Новогродовка – Novogrodovka) je město v Doněcké oblasti na Ukrajině. Leží v Donbasu v sousedství města Selydove a ve vzdálenosti 45 kilometrů na severozápad od Doněcka. Přes město vede dálnice M04, po které je v tomto úseku vedena evropská silnice E50.

## Dějiny
Sídlo zde vzniklo v roce 1939 v souvislosti s těžbou uhlí pod názvem Hrodivka. Za druhé světové války město obsadila německá armáda, od které bylo osvobozeno 3. září 1943. V roce 1958 se stala Hrodivka městem a zároveň byla přejmenována na Novohrodivku.
Dne 22. srpna 2024 začaly boje o město mezi ukrajinskými a ruskými ozbrojenými silami a dne 27. srpna byla Novohrodivka dobyta a obsazena ruským vojskem.